# تویوتا اف‌تی-اچ‌اس
تویوتا اف‌تی-اچ‌اس (Toyota FT-HS) یک خودروی کانسپت هیبریدی است که توسط تویوتا در سال ۲۰۰۷ و در نمایشگاه بین‌المللی خودروی آمریکای شمالی معرفی شد.
طراحی آن خودروهای موتور جلو-محور عقب بوده و دارای موتور V6 با ۴۰۰ اسب بخار است.
نسخه تولید انبوه این خودرو تویوتا ۸۶ نام دارد که محصول مشترک شرکت‌های تویوتا و سوبارو است که علی‌رغم اعلام تویوتا (عرضه در ۲۰۱۱) در سال ۲۰۱۲ عرضه شد.